# Jiandi (kejsarinna)
Jiandi (简狄; Jiǎndí) var en mytologisk kinesisk kejsarinna. Jiandi var dotter till Yousong och kejsar Kus andra kejsarinna. Hon blev gravid efter att ha svalt ett ägg från en mörk svala, och födde Xie (eller Qi) som var förfader till Shangdynastins kungar.